# The Wanters
The Wanters è un film del 1923 diretto da John M. Stahl e interpretato da Marie Prevost, Robert Ellis e Norma Shearer.

## Trama
In visita alla sorella Marjorie, Elliot conosce Myra, la domestica e se ne innamora. Ma la famiglia licenzia immediatamente la ragazza. Quando Elliot la rivede, le chiede di sposarlo. Dopo la luna di miele, presenta la sposa a parenti e amici, ma la loro reazione ipocrita porta Myra a fuggire, andando a finire sotto un treno.

## Produzione
Il film fu prodotto da Louis B. Mayer per la Louis B. Mayer Productions.

## Distribuzione
Distribuito dalla Associated First National Pictures, il film uscì nelle sale cinematografiche statunitensi il 26 novembre 1923. In Europa fu distribuito in Finlandia il 19 gennaio 1925, uscendo con il titolo Naisia ja rikkaita miehiä .